# Rozchodnik siny
Rozchodnik siny, rozchodnik hiszpański (Sedum hispanicum) – gatunek bylin należących do rodziny gruboszowatych. Występuje naturalnie na Półwyspie Apenińskim i Bałkańskim sięgając na północy do Szwajcarii, Austrii, Węgier i Ukrainy, rośnie poza tym w Azji Mniejszej, na Bliskim Wschodzie oraz dalej w kierunku Azji środkowej gdzie sięga do Turkmenistanu. Jako roślina zawleczona i zdziczała podawana jest z Japonii. Popularna roślina ogrodowa. 

## Morfologia
Niska (do 5 cm wysokości), płożąca roślina o gruboszowatych, sino-zielonych liściach. Kwiaty drobne na szypule sięgającej 10 cm wysokości.

## Uprawa
Roślina łatwa w uprawie – wytrzymała, odporna na mrozy, niewymagająca wobec gleby. Najlepiej rośnie w słonecznych miejscach, na przepuszczalnej, lekko wapiennej suchej glebie.